# Comté d'Emery
Pour les articles homonymes, voir Emery.
Le comté d'Emery (en anglais : Emery County) est l’un des vingt-neuf comtés de l’État de l'Utah, aux États-Unis. Il a été créé en 1880. Le siège du comté est la ville de Castle Dale. Selon le recensement de 2000, sa population est de 10 860 habitants.

## Photos

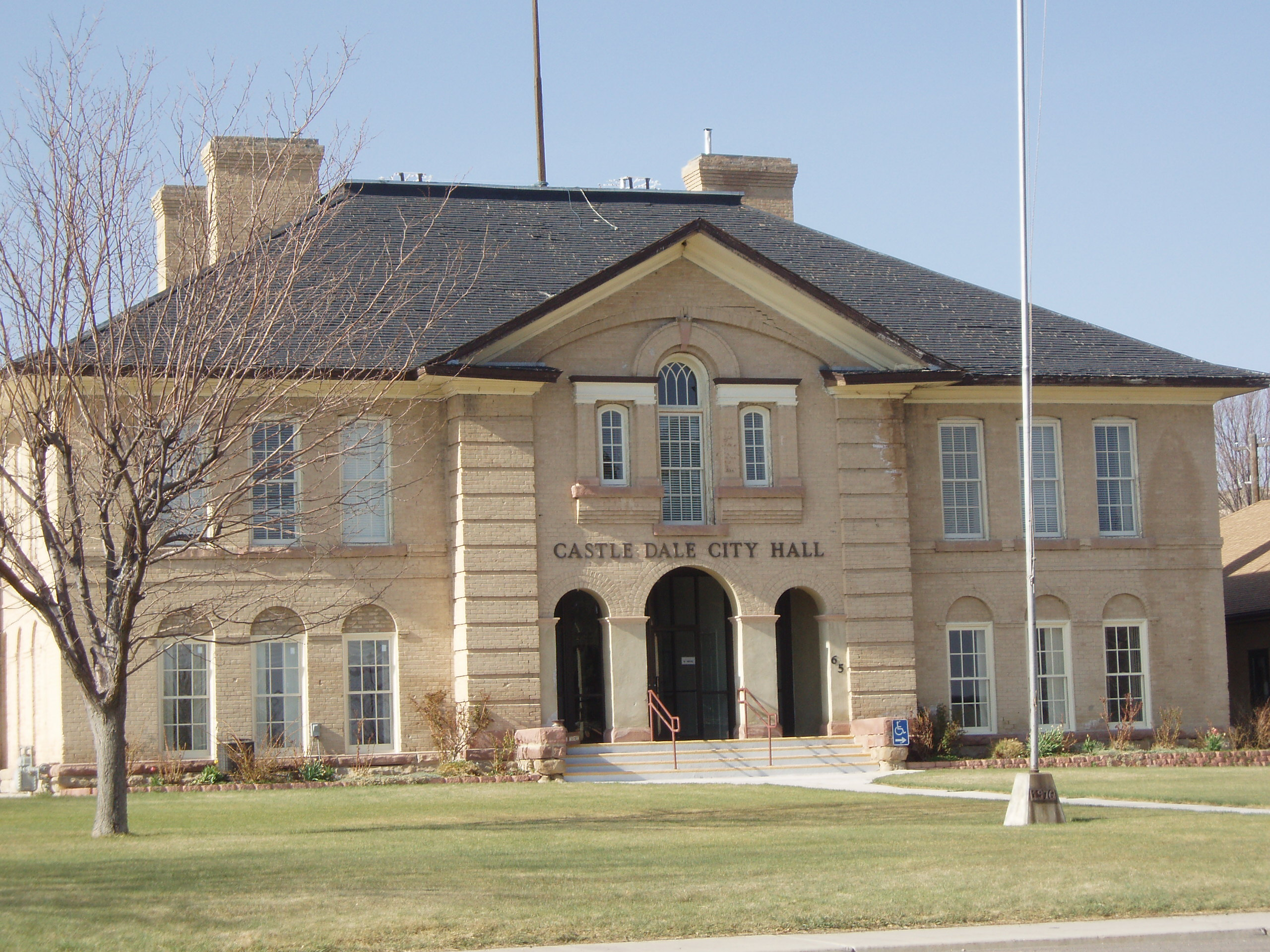
L'hôtel de ville de Castle Dale.
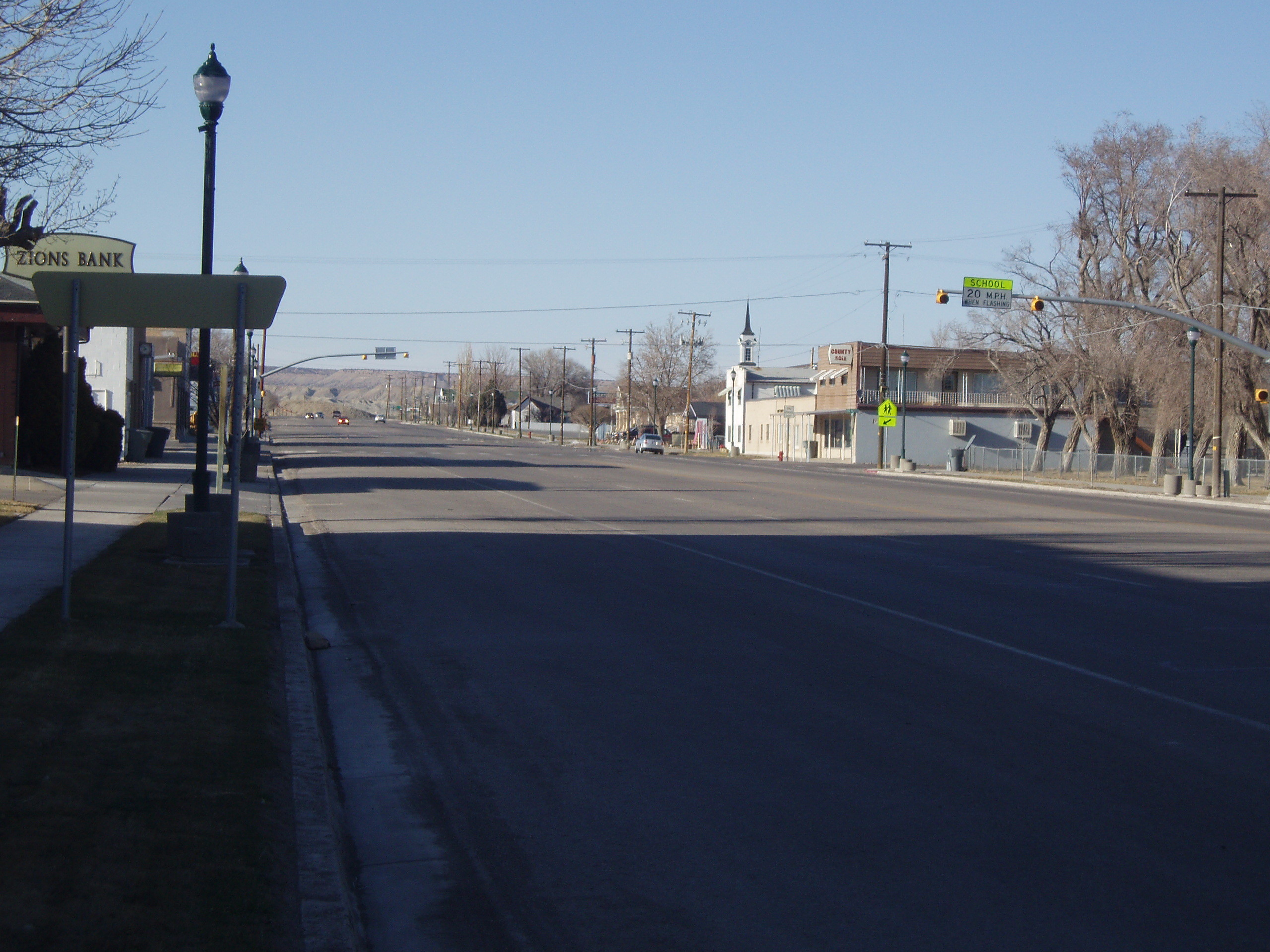
La rue principale de Huntington.
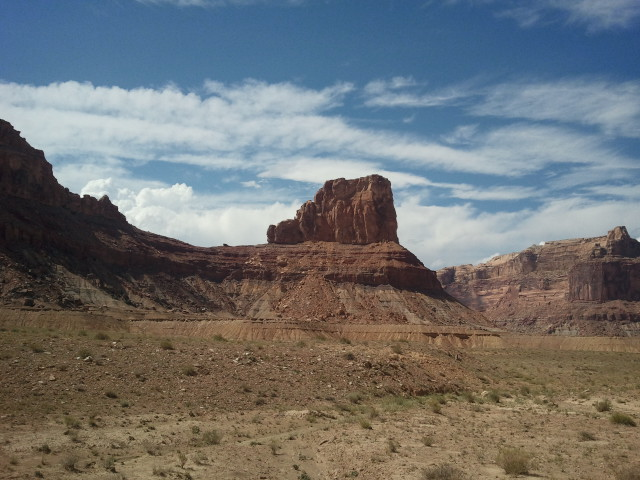
Le pic Bottleneck.
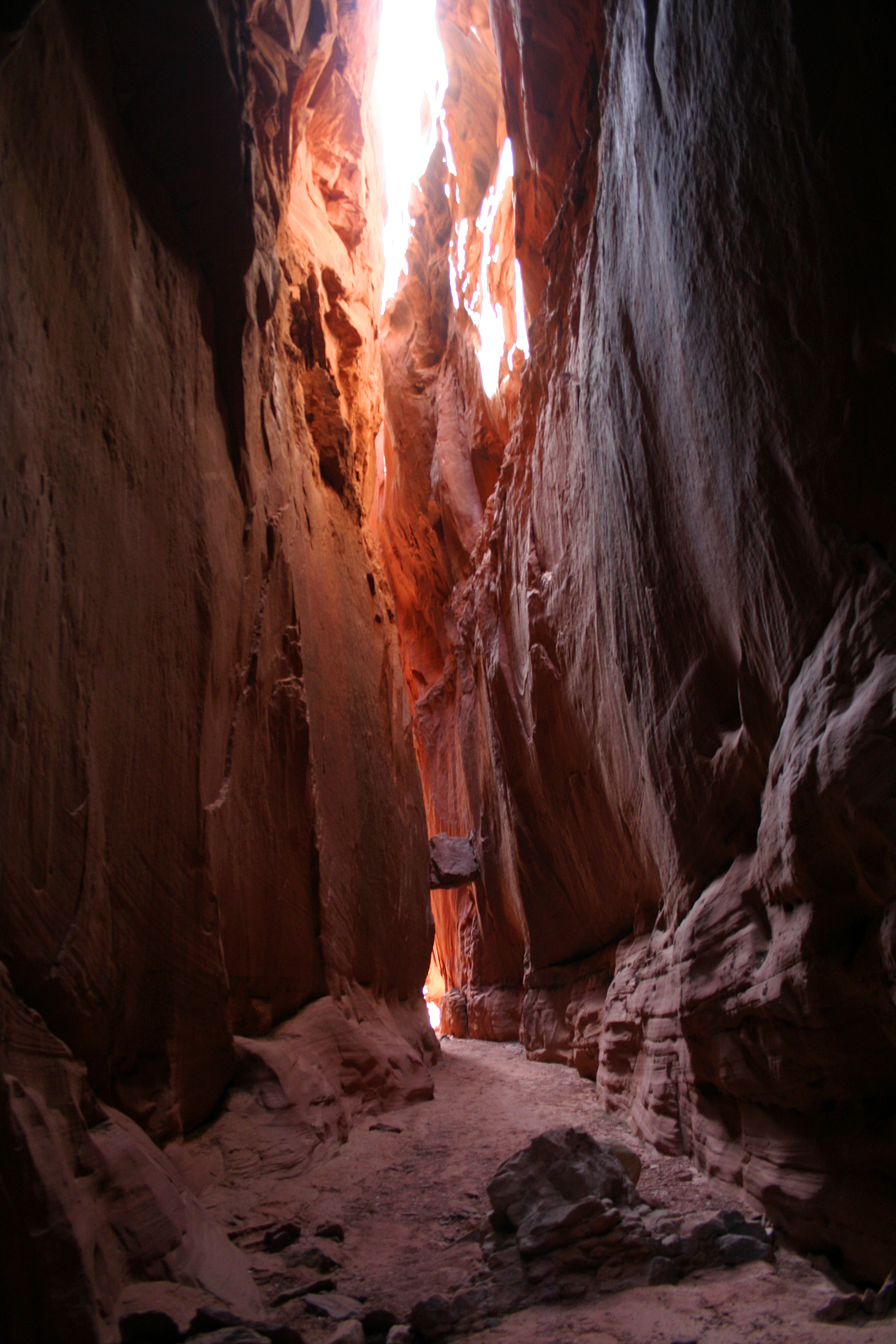
Le Blue John Canyon.